# Nychiodes variabila
Nychiodes variabila är en fjärilsart som beskrevs av Brandt 1938. Nychiodes variabila ingår i släktet Nychiodes och familjen mätare. Inga underarter finns listade i Catalogue of Life.